# Osiris (DC Comics)
Osiris è il nome di tre personaggi immaginari pubblicati dalla DC Comics. Il primo comparve nel 1994 come antagonista della Justice League. Il secondo comparve sotto la Vertigo in uno spin-off della serie Sandman nel 2002. Il terzo debuttò nelle pagine di Teen Titans e 52 nel 2006.

## Storia di pubblicazione
Il primo Osiris comparve in Justice League International vol. 2 n. 62 (marzo 1994) e fu creato da Gerard Jones e Chuck Wojtkiewicz. Comparve mensilmente in quel fumetto e nei fumetti compagni, Justice League America e Justice League Task Force fino all'agosto 1994. Il secondo Osiris comparve nell'auto conclusivo Sandman Presents: The Thessaliad n. 1 (marzo 2002) e fu creato da Bill Willingham e Shawn McManuns. Il terzo Osiris fu raffigurato per la prima volta in Teen Titans vol. 3 n. 38 (settembre 2006) e fu creato da Geoff Johns, Greg Rucka, Grant Morrison e Mark Waid. Comparve pienamente nella serie settimanale 52, pubblicato nel 2006 e 2007.

## Storia

### Agente di Overmaster
Osiris è un eroe Egiziano che indossa un'armatura dorata ad alta tecnologia e che crede di essere il dio Osiride reincarnato. Comparve per la prima volta come agente di Overmaster e fu un membro della Cadre degli Immortali. Dopo la morte degli Immortali, Osiris finalmente capì quale vera minaccia fosse Overmaster, così lui, Seneca e Mohammed Ibn Bornu si allearono con la Justice League al fine di fermarlo.

### Dio della Morte
Osiride è il dio egiziano della morte, della fertilità e della resurrezione. È anche il signore dell'aldilà e fu incaricato di essere uno dei tre giudici dei defunti, insieme a Thot e Anubi. In tempi moderni, Osiride e gli dei della morte Hel, Mórrígan e Plutone cospirarono per rubare la forza vitale di una giovane ragazza di nome Thessaly, che era ignara del suo status di ultima strega Tessaliana. Il loro piani fallirono e la giovane strega smembrò l'immortale con la testa di Ibis e ne disperse le parti nel tempo e nello spazio.

### Amon Tomaz
Osiris comparve in un'immagine di supereroi adolescenti e fece parte dei Teen Titans tra gli eventi di Crisi infinita e Un Anno Dopo. La Settimana 23 della serie 52 rivelò che Osiris era Amon Tomaz, fratello dell'eroina Isis, nonché cognato di Black Adam.
Amon fu ripetutamente picchiato e torturato dai membri del culto criminale Intergang che cercava di fargli il lavaggio del cervello perché si unisse al culto. Rifiutò di unirsi più e più volte e cercò di fuggire, facendo sì che i pestaggi risultassero peggiori, poiché l'Intergang fece sì che non potesse più camminare. Fu trovato da Question e Renee Montoya che allertarono subito Isis e Black Adam perché lo raggiungessero. La super coppia giunse a liberarlo, e Isis scoprì che i suoi poteri sulla natura non erano sufficienti a curare le ferite di Amon in quanto erano troppo profonde, e il ragazzo non avrebbe più camminato. Black Adam condivise i poteri degli dei con il ragazzo, e Amon chiamò a sé il lampo mistico dicendo il nome del suo benefattore, "Black Adam". Ottenne così gli stessi poteri dei membri della Famiglia Marvel. La paraplegia, il potenziamento e l'età sono analogie vagamente somiglianti a quelli di Capitan Marvel Jr..
Durante la Settimana 26, lui, insieme a Black Adam e a sua sorella Isis, volò a Nanda Parbat, portando con loro Question e Renee Montoya e lasciandoli lì.
Più vanti sentì di volere degli amici. Lui e gli altri Black Marvel aiutarono gli altri Marvel a sconfiggere Sabbac ad Halloween utilizzando il loro lampo magico quando questi tentò di sacrificare dei bambini a Neron. Dopo aver compiuto atti benevoli e aver aiutato la gente in tutto il mondo, Amon viaggiò fino in America per unirsi ai Teen Titans, insieme al suo "amico" Sobek, un coccodrillo parlante bio-creato preso dal laboratorio di Sivana dopo essere stato trovato durante una cena di carità con Venus Sivana, che gli diede il nome. Capitan Marvel Jr. fu inizialmente scettico a causa della connessione di Amon con Black Adam, ma fu emotivamente mosso dall'impazienza di Osiris e decise di garantire per lui. L'unica condizione di Jr. fu che Osiris doveva convincere "il resto del mondo" delle sue pure intenzioni e Osiris, pieno di speranza, accettò. Tuttavia, poco dopo, il Persuasore tornò a torturare Isis con la sua ascia cosmica durante un conflitto tra la Suicide Squad e la Black Marvel Family, tagliandole una guancia. Infuriato, Osiris utilizzò troppa forza e spezzò il Persuasore a metà, facendo cambiare opinione al pubblico verso la Black Marvel Family. Sobek gli portò delle mele per confortarlo.
Sentendosi disperato per aver ucciso il Persuasore, Osiris viaggiò fino alla Roccia dell'Eternità per chiedere a Capitan Marvel di rimuovere i suoi poteri, perché sentiva che erano una maledizione e che stavano distruggendo il Kahndaq. Black Adam e Isis tentarono di rassicurarlo che le sue abilità non erano di natura malvagia e che poteva ancora fare del bene. Marvel affermò che Osiris non era una persona cattiva e che i Peccati (i demoni imprigionati nella caverna di Marvel) non lo volevano. Osiris attaccò Black Adam, ma fermò la sua furia quando colpì accidentalmente Isis. Osiris cedette e ritornò a casa con sua sorella e suo cognato. Qualche giorno più tardi, Osiris, ancora non convinto, decise di lasciare il Kahndaq per sempre con Sobek, che convinse il ragazzo a respingere i poteri di Black Adam e a ritornare alla sua forma mortale, così da liberarsi dalla sua "maledizione". Osiris decise che essere incapace di camminare fosse una giusta punizione, così disse la parola magica e ridivenne sé stesso, e a quel punto fu mangiato vivo da Sobek, che si rivelò essere Fame, il Cavaliere di Apokolips.
Nonostante il suo breve periodo come Titan, fu eretta una statua commemorativa in suo onore nella Torre dei Titans.

#### La notte più profonda
Osiris fu successivamente resuscitato come Lanterna Nera. Come parte della campagna di gennaio della DC di riportare indietro "vecchi fumetti andati", la Lanterna Nera Osiris comparve nel revival auto conclusivo Il potere di Shazam!. Tuttavia, dato che Black Adam ricostituì magicamente il corpo di Amon fino alla sua forma potenziata prima del suo funerale, Osiris fu in grado di resistere al controllo dell'anello e infine tagliandone la connessione, insieme a quello della Lanterna Nera Sobek, utilizzando il lampo magico che colpì sia lui che Sobek, morendo così finalmente da eroe.

#### Nel giorno più splendente
Insieme ad altri numerosi supereroi e criminali Osiris fu riportato in vita alla fine di La notte più profonda. A causa del fatto che fu morto durante il suo periodo con i Titans, Superboy chiese umoristicamente a Kid Flash chi fosse Osiris, riferendosi a lui come "Black Adam Jr.". Osiris ignorò i suoi compagni Titans, affermando semplicemente che voleva tornare a casa.
Dopo di ciò, Osiris tornò in Kahndaq, volendo ricostituire il regno alla sua prosperità precedente. Osiris prese i corpi pietrificati di Black Adam e Isis e volò via verso una destinazione sconosciuta. Durante un flashback, si rivelò che Osiris tentò di ritornare nei Teen Titans solo per andarsene via infuriato dopo aver parlato con Wonder Girl, che gli disse di costituirsi alle autorità per l'assassinio del Persuasore.
Arrabbiato dopo aver scoperto di non poter riportare in vita i suoi cari, Osiris fece domanda per entrare nei Titans di Deathstroke nella speranza che il mercenario fosse in grado di aiutarlo a perseguire il suo obiettivo. Durante la sua prima missione con la squadra, Osiris aiutò ad uccidere Ryan Choi, il quarto Atomo. Durante il suo confronto con Choi, Osiris gli disse che gli dispiaceva di doverlo uccidere. Dopo la missione, Osiris si arrabbiò con la scelta di Deathstroke di nominare la squadra come i Teen Titans, affermando che non lo meritavano.
Dopo la seconda missione con i Titans, Osiris tornò al suo quartiere, in cui furono erette delle statue di Adam e di Arianna. Notò che la statua di Arianna era cambiata leggermente, sviluppando una crepa nella guancia. Osiris si sedette a meditare, sperando che Arianna gli mostrasse la via. Mentre era lì seduto, il simbolo della Lanterna Bianca comparve su di lui.
Osiris fu presto contattato dall'Entità, che gli disse di liberare Isis. Appena prima di essere contattato dall'entità, Osiris entrò in una discussione con due dei suoi compagni, Cinder e l'Uomo Tatuato, e finì per venire tagliato sulla guancia da quest'ultimo. Scioccato dal vedere che l'Uomo Tatuato era in grado in qualche modo di farlo sanguinare, Osiris, confuso volò nel cielo, dove fu quindi avvicinato dall'Entità. Dopo aver saputo di dover liberare sua sorella, Osiris rifletté che avrebbe potuto salvare anche Black Adam, e affermò che una volta che sua sorella e Adam fossero stati liberi, avrebbe fatto rimpiangere ai Titans di averlo maltrattato.
Durante una battaglia con un signore della droga di nome Elijah, Osiris sperimentò di nuovo una visione di Isis dopo che Pishes lo mise fuori combattimento. Disse a suo fratello che era colpevole di sua mano per l'omicidio di Ryan Choi, e che al fine di liberarla, avrebbe dovuto uccidere altre persone, facendo così altri sacrifici. Osiris folgorò accidentalmente Elijah dopo essersi svegliato dalla sua visione quando gridò di Isis, e tornato a casa scoprì che c'erano altre crepe sulla statua di Isis. Ipotizzò quindi che sarebbe potuta essere la morte di Elijah ad aver creato le nuove crepe, così affermò che avrebbe dovuto uccidere molte più persone per permettere a Isis di liberarsi dalla sua prigione.
Durante un'irruzione nel Manicomio di Arkham, Osiris si confrontò con Killer Croc che credeva essere il suo vecchio amico Sobek, che lo aveva ucciso, e così lo attaccò. Osiris uccise una guardia con il lampo magico, anche se facendo così liberò tutti i prigionieri. Mentre i due si battevano, giunse il nuovo Batman che vide Osiris, e capì che il giovane stava lavorando con i Titans di Deathstroke. Batman tentò di lasciare che Osiris si spiegasse, ma il giovane se ne andò lasciando così anche la squadra di Deathstroke. Osiris viaggiò fino a Philadelphia dove uccise brutalmente numerosi criminali armati finché non giunse Freddy Freeman, il nuovo Shazam. Osiris e Freddy si batterono, e nel frattempo Freddy gli chiese di smettere di uccidere. Osiris lo imbrogliò facendogli credere che lo aveva convinto. Quindi utilizzò il fulmine magico per privare Freddy dei suoi poteri e donarli ad Isis, resuscitandola. L'Entità ricomparve, e gli parlò annunciandogli che aveva compiuto la sua missione, e che la sua vita gli era stata restituita. Tuttavia, le prime parole di Isis ad Osiris quando lui tornò da lei furono: "Che cosa mi ha fatto?". Osiris venne così a sapere che le uccisioni avevano corrotto l'anima di Isis, causandole di fluttuare tra la sua personalità normale e una più crudele. Mentre la sorvegliava, vide una notizia che riportava che il Kahndaq era stato attaccato dal Qurac, e quando ritornò da lei scoprì che Isis se ne era andata. Isis tentò di suicidarsi con il fulmine facendo sì di eliminare la sua parte malvagia, ma Osiris le fece scudo con il proprio corpo. Quando si risvegliarono, Isis scoprì che la corruzione era scomparsa dal suo corpo, ma che la avvertiva dentro Osiris, e la cosa la preoccupò.
Successivamente, Osiris attaccò i soldati del Qurac al fianco di Isis; e qui, Isis imparò che suo fratello divenne molto più violento nell'uccidere i soldati. Osiris si unì quindi ai Teen Titans di Deathstroke che si accingeva ad attaccare la Justice League, dove furono fermati da Isis e costretti a lasciare il Kahndaq. La donna decise di allontanarsi dalle Nazioni Unite, e disse che sarebbero stati dei fuori legge e che non riconoscevano alcun potere a parte il loro al fine di dare inizio alla Terza Guerra Mondiale. Quando se ne andarono, Osiris si meravigliò di vedere che sua sorella Isis gli disse che lui non era benvenuto in Kahndaq a causa della sua sete di sangue. Dopo essere ritornato nel labirinto, Deathstroke rivelò loro che i suoi articoli erano utilizzati per la creazione di una macchina di guarigione chiamata Methuselah per suo figlio Jericho, che stava per morire. Dopo aver guarito Jericho, Deathstroke affermò che la macchina poteva anche resuscitare i morti, e che quindi poteva riportare in vita Black Adam. Osiris accettò inizialmente, ma dopo che Cinder affermò che il dispositivo era una maledizione, si unì a lui e all'Uomo Tatuato contro gli altri Titans per distruggere il dispositivo. Dopo che Cinder si sacrificò per distruggerlo, Osiris se ne andò con in pugno il Dottor Sivana. Ordinò allo scienziato di creare un nuovo Methuselah per resuscitare Black Adam, ma Sivana chiese in cambio che egli lo aiutasse ad uccidere il Mago Shazam.

## Poteri e abilità
Quando pronuncia il nome del cognato e benefattore, Black Adam, Amon Tomaz si trasforma in Osiris. In questa forma, gli viene consentito accesso ai poteri di Black Adam, che derivano a quest'ultimo dagli antichi dei egizi.
Questi dei e poteri sono:
| S | per la resistenza di Shu  | Usando la resistenza di Shu, Osiris può sopportare e sopravvivere alla maggior parte di assalti fisici. In più, non ha bisogni di mangiare, dormire o respirare. |
| H | per la velocità di Heru   | Tramite la velocità di Heru, Osiris può volare e muoversi a velocità supersoniche. Nello spazio questa capacità può diventare superiore alla velocità della luce. |
| A | per la forza di Amon      | Osiris possiede un'incredibile super-forza, ed è in grado facilmente di piegare l'acciaio, spaccare i muri con un pugno e spostare oggetti pesantissimi. La forza di Aton è tale che riesce facilmente a tener testa a Superman e Captain Marvel, sebbene alcuni pensino che possa addirittura batterli; in un'occasione riuscì addirittura a tenere testa all'intera Justice League, Justice Society, e ai Teen Titans. |
| Z | per la saggezza di Zehuti | Grazie alla saggezza di Zehuti, Osiris ha accesso istantaneo a una vasta conoscenza erudita. La saggezza di Zehuti gli fornisce anche consigli e suggerimenti su come agire in tempo di bisogno. |
| A | per la potenza di Aton    | La potenza di Aton permette a Osiris di volare, oltre a generare il fulmine magico che lo trasforma in Osiris, aumenta anche le altre abilità fisiche di Adam, e gli conferisce invulnerabilità fisica e resistenza alla maggior parte degli incantesimi magici. Gli permette anche di effettuare viaggi interdimensionali. Adam può usare il fulmine come arma facendo sì che colpisca il bersaglio da lui designato.   |
| M | per il coraggio di Mehen  | Quest'aspetto è innanzitutto psicologico, e conferisce a Osiris una forza interiore super umana alla quale attingere. La sua resistenza mentale lo rende invulnerabile alla telepatia e al controllo mentale. In alcune rappresentazioni, il coraggio di Mehen fornisce anche un certo grado di invulnerabilità nel caso di un danno.                                                                                    |

Non è chiaro se, a causa dell'assenza di Black Adam, Amon possa avere accesso ai pieni poteri (piuttosto che a solo una porzione).

## Altre versioni

### Flashpoint
Nella linea temporale alternativa degli eventi di Flashpoint, Osiris è il principe del Kahndaq ed un membro del consiglio dell'H.I.V.E.. Votò per l'utilizzo delle armi nucleari per terminare la guerra nell'Europa occidentale tra Aquaman e Wonder Woman, credendo che la morte di sua sorella Isis fu causata da loro. Quando Traci Thirteen si batté con il consiglio, riuscì a sconfiggerlo grazie ad un incantesimo in cui l'ultima parola fu "Shazam!" facendolo così ritornare alla sua forma mortale.

## Raccolte
- Blackest Night: Rise of the Black Lanterns (contiene Il potere di Shazam! n. 48)
- Titans: Villains for Hire (contiene Titans dal n. 24 al n. 27 e Titans: Villains for Hire Special n. 1)